# 平掌沙蟹
平掌沙蟹（学名：Ocypode cordimanus）为沙蟹科沙蟹属的动物。分布于日本南部、南太平洋、印度、红海、南非、台湾岛以及中国大陆的广东、福建等地，生活环境为海水，主要栖息于潮间带沙滩上。